# Ritratto di Ranuccio Farnese
Il Ritratto di Ranuccio Farnese è un dipinto a olio su tela (90x74cm) di Tiziano, databile al 1542 circa e conservato presso la National Gallery of Art di Washington. È firmato "Titianvs F.".

## Storia
L'opera ritrae Ranuccio Farnese (1530–1565), quarto figlio del Duca di Parma e comandante delle truppe pontificie Pier Luigi Farnese, all'età di dodici anni. I dettagli della sua realizzazione sono descritti in una lettera indirizzata al Cardinale Alessandro Farnese. Fu realizzato durante un soggiorno padovano del giovane rampollo della potente famiglia Farnese, destinato a diventare Cardinale e noto mecenate. Fu il primo dei ritratti eseguiti da Tiziano per questo casato, cui ne seguirono numerosi altri tanto che l'artista divenne il ritrattista favorito dello stesso papa Paolo III, nonno di Ranuccio. Venne commissionato dal vescovo Cornaro che intendeva farne dono alla madre di Ranuccio, Gerolama Orsini.
Inizialmente appartenente alla collezione Farnese a Roma, fu acquistato da collezionisti inglesi, quindi nel 1949 entrò nella collezione di Samuel Henry Kress dalla cui fondazione fu donato alla National Gallery of Art di Washington.

## Descrizione e stile
Tiziano realizzò l'opera all'età di circa cinquant'anni, mentre si trovava all'apice della sua carriera artistica, e considerato uno dei più apprezzati ritrattisti. Precedentemente aveva realizzato ritratti non solo delle famiglie patrizie veneziane ma anche di alcuni dei maggiori casati italiani quali i Gonzaga e i Della Rovere, così come dell'imperatore Carlo V. Con quest'opera cerca di conquistarsi il favore della famiglia Farnese, fra le più influenti della penisola in quanto ad essa apparteneva l'allora papa Paolo III.
Il ritratto costituisce uno dei massimi capolavori della ritrattistica tizianesca ed in generale del rinascimento maturo. Come di consueto nell'opera di Tiziano, vi è grande attenzione sia alla dignità e al rango dell'effigiato, che alla sua caratterizzazione psicologica. Ranuccio è infatti ritratto con una raffinata giubba in raso rosato, coperta dal mantello dell'Ordine dei Cavalieri di Malta di cui era recentemente entrato a far parte.